# Луј Савојски
Луј Савојски (итал. Ludovico; 1436–37; април 1482) био је краљ Кипра од 1459. до 1464. године, као супруг и савладар краљице Шарлоте. Такође је био гроф од Женеве од 1460. до 1482. године. Био је други син Луја, војводе од Савоје, и његове жене војвоткиње Ане од Лизињана, ћерке кипарског краља Јануса.

## Живот
Луј је рођен, према Самјуелу Гишенону, јуна 1431. године у Женеви, али историчар у напомени наводи да је рођен 1436. године. Рођење у јуну 1436. године, тако су утврдили савремени аутори. Гишенон такође прецизира да је гроф имао 8 година када се оженио 1444. године. Неки помињу период између 1436. и 1437. године, посебно за ову последњу годину швајцарски историчар Едуард Мале (1805–1856).
Дана 14. децембра 1444. године, у замку Стирлинг, ступио је у брак са Анабелом, најмлађом ћерком краља Џејмса I од Шкотске (умро 1437. године) и сестром шкотског краља Џејмса II. Званично венчање никада није одржано и брак је поништен 1458. године.
Његова рођака Шарлота Лизињан је 7. октобра 1458. године, постала краљица Кипра. Оженио се њоме 7. октобра 1459. године и постао краљ Кипра, као и титуларни краљ Јерусалима и јерменског краљевства Киликије. Њихова владавина је окончана када су свргнути.
Краљ Луј Савоја је умро у априлу 1482. године, у манастиру Рипај.